# Choắt nhỏ
Choắt nhỏ (danh pháp khoa học: Actitis hypoleucos) là một loài chim trong họ Scolopacidae.
Đây là một trong những loài chim được mô tả lần đầu bởi Linnaeus trong ấn phẩm thứ 10 năm 1758 có tựa Systema Naturae, nơi ông gọi loài này là Tringa hypoleucos.
Chim trưởng thành có thân dài 18–20 cm với sải cánh dài 32–35 cm. Phía trên màu nâu xám, phía dưới màu trắng, chân và bàn chân màu vàng xám, mỏ màu nhạt ở chân mỏ và đậm hơn ở đầu mỏ. Bộ lông mùa đông tối màu hơn và có các dải màu dễ nhận thấy hơn.
Loài này thường sinh sống thành đàn. Phạm vi sinh sản ở khắp các xứ ôn đới và cận nhiệt đới của châu Á, châu Âu và di cư đến châu Phi, nam châu Á và Úc vào mùa đông.

## Tham khảo

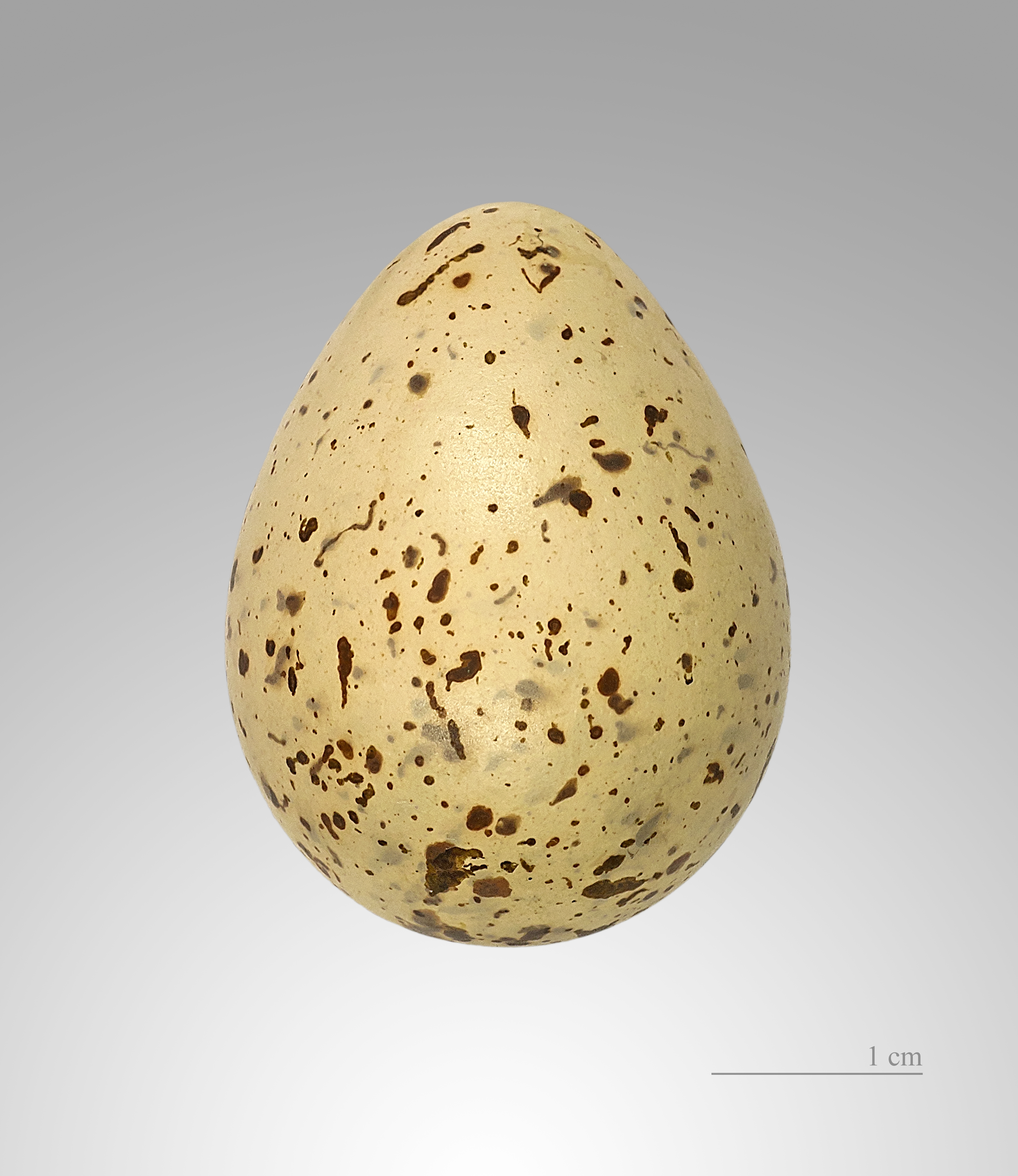
Trứng chim Actitis hypoleucos

## Hình ảnh

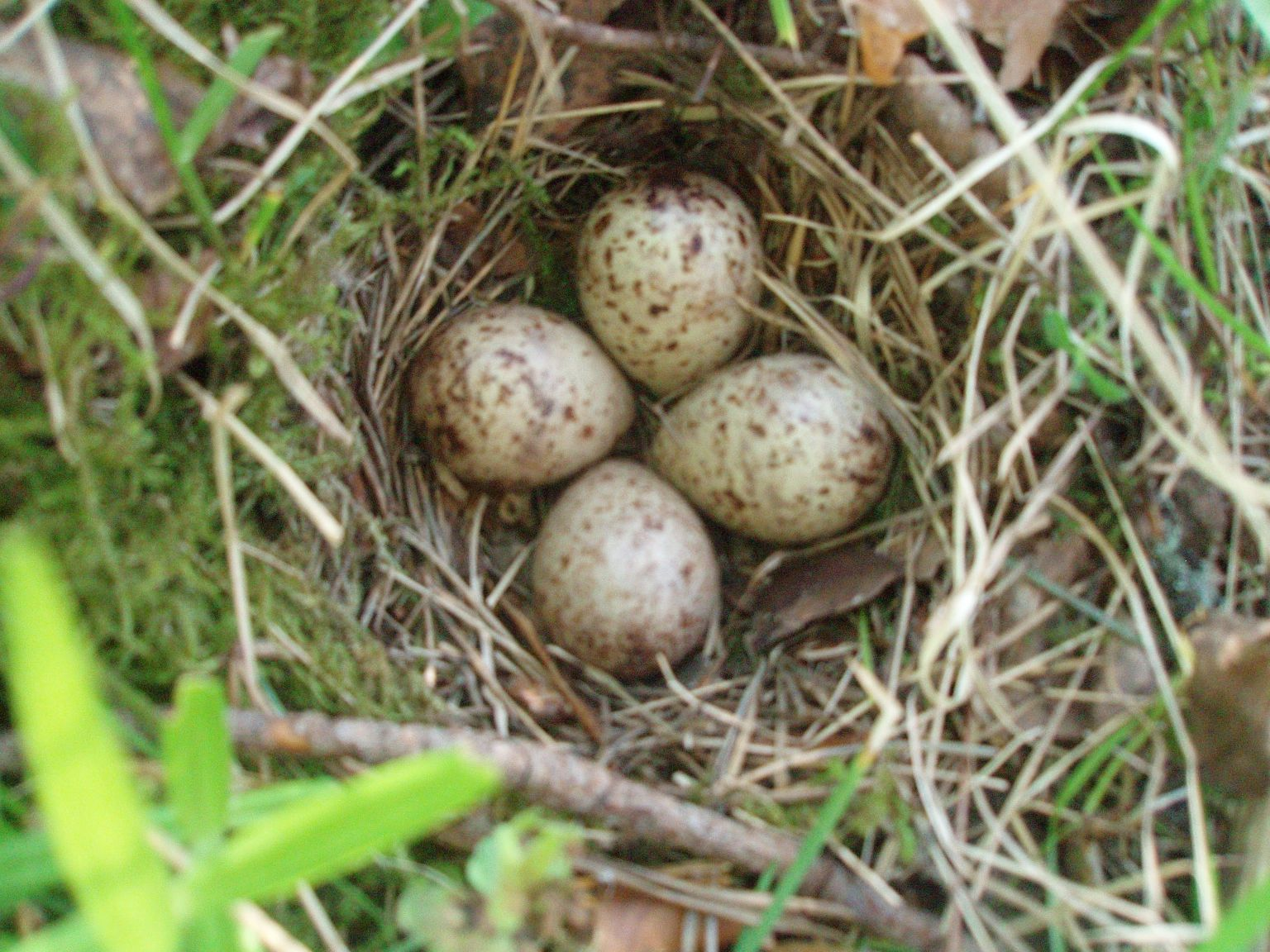
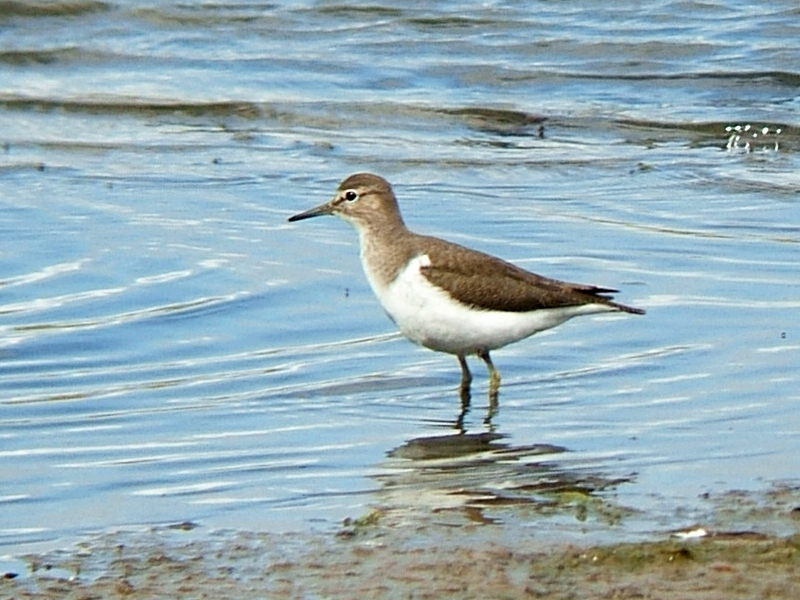
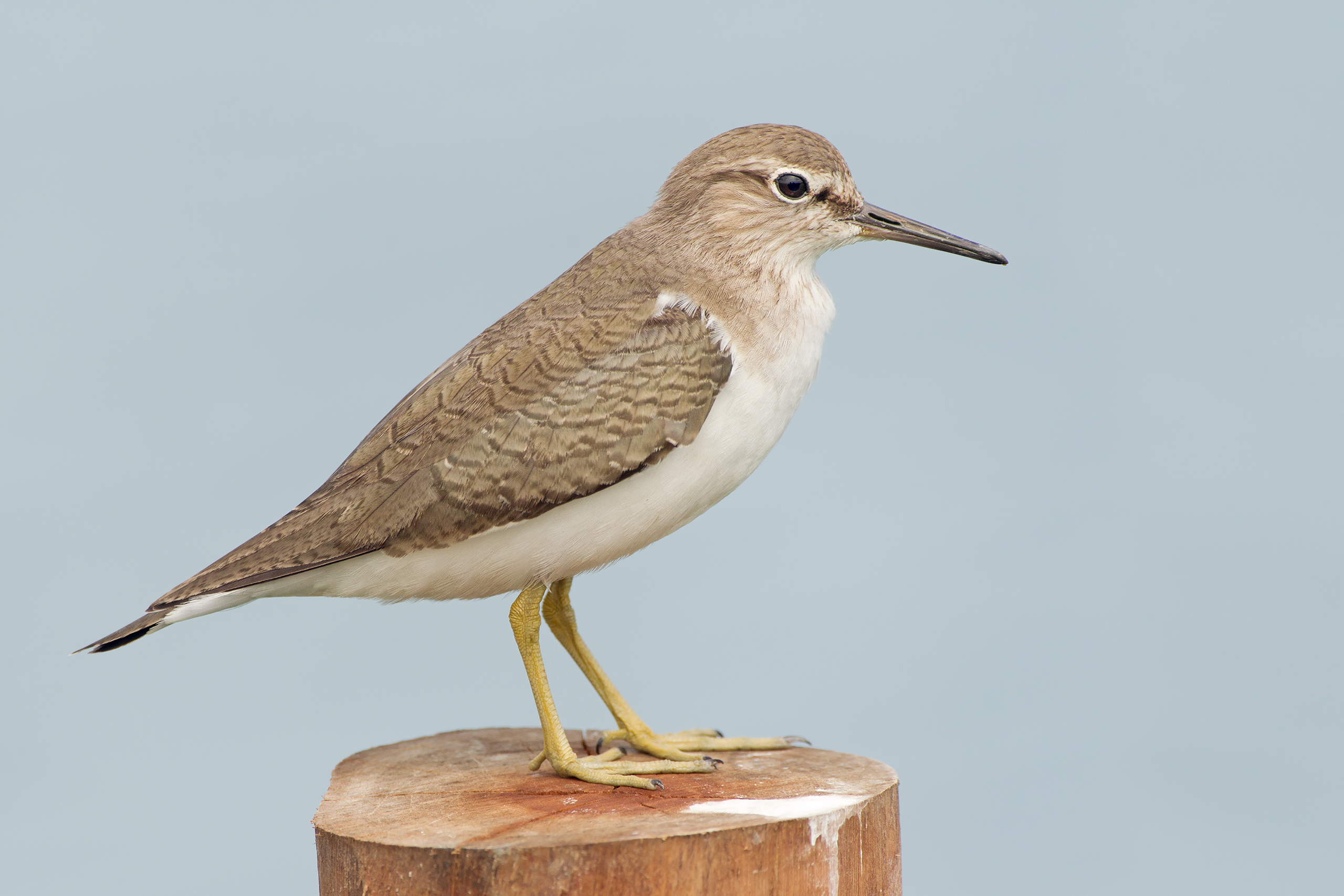
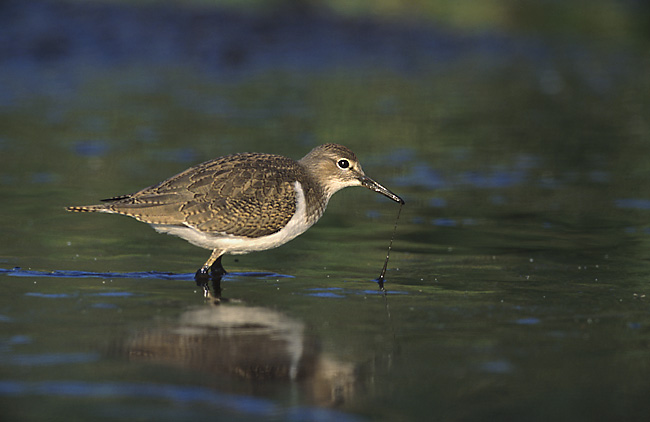

- Actitis hypoleucos